# Sulzer Vorsorgeeinrichtung
Die Sulzer Vorsorgeeinrichtung (SVE) ist eine Pensionskasse mit Sitz in Winterthur.
Der Gemeinschaftseinrichtung waren per Ende 2024 69 Unternehmen und insgesamt 11'541 Destinatärinnen und Destinatäre angeschlossen, davon 6'225 Versicherte und 5'316 Rentner/-innen. Die Bilanzsumme belief sich auf 4'144,4 Milliarden Schweizer Franken, der Deckungsgrad auf 126,0 %.

## Geschichte
1920 wurde die Werkfürsorge der Firma Gebrüder Sulzer gegründet, woraus ein Jahr später die Angestelltenpensionskasse (APK) hervorging. 1959 wird zum 125-jährigen Jubiläum die Werkspensionskasse (WPK) gegründet. Am 1. Januar 1985 wird das Berufliche Vorsorge-Gesetz und damit das Drei-Säulen-Prinzip bei der Altersvorsorge in der Schweiz begründet. Infolgedessen fusionieren die APK und die WPK zur Sulzer Pensionskasse. 1995 wird das Versicherungssystem von Leistungsprimat auf Beitragsprimat umgestellt. 1997 kommt es zur Fusion aller Vorsorgeeinrichtungen der Firma Sulzer zur Sulzer Vorsorgeeinrichtung, kurz SVE. 2001 wurde die SVE für ehemalige Sulzer-Firmen teilgeöffnet, nachdem der Sulzer-Konzern grosse Bereiche ausgegliedert hatte. Im Jahr 2019 wurde die SVE als Gemeinschaftseinrichtung für Drittfirmen geöffnet und ist seither für Neuanschlüsse offen. Zum 100-jährigen Jubiläum veröffentlichte die SVE eine Jubiläumsschrift. 2022 verabschiedete der Stiftungsrat die Netto-Null-Strategie 2040.